# Phú Châu (huyện)
Phú Châu là một huyện cũ thuộc tỉnh An Giang, Việt Nam.
Huyện Phú Châu tồn tại đến ngày 13 tháng 11 năm 1991.

## Địa lý
Huyện Phú Châu nằm ở phía bắc tỉnh An Giang, có vị trí địa lý:
- Phía đông giáp huyện Hồng Ngự, tỉnh Đồng Tháp
- Phía tây giáp thị xã Châu Đốc và Campuchia
- Phía nam giáp huyện Phú Tân
- Phía bắc giáp Campuchia.

## Lịch sử
Huyện Phú Châu được thành lập sau năm 1975 trên cơ sở hợp nhất thị xã Tân Châu và huyện An Phú thuộc tỉnh Long Châu Tiền cũ.
Khi mới thành lập, huyện Phú Châu bao gồm thị trấn Tân Châu và 17 xã: Châu Phong, Đa Phước, Khánh An, Khánh Bình, Long Phú, Nhơn Hội, Phú Hội, Phú Hữu, Phú Vĩnh, Phước Hưng, Tân An, Vĩnh Hậu, Vĩnh Hòa, Vĩnh Hội Đông, Vĩnh Lộc, Vĩnh Trường, Vĩnh Xương.
Ngày 25 tháng 4 năm 1979, Hội đồng Chính phủ ban hành Quyết định 181-CP. Theo đó:
- Sáp nhập ấp Long Châu của xã Long Phú, một phần ấp Phú An B, ấp Phú Hưng và ấp Phú Hữu của xã Phú Vĩnh vào xã Tân An.
- Sáp nhập ấp Tân Thạnh của xã Tân An vào xã Vĩnh Hòa.
- Chia xã Tân An thành 2 xã: Long An và Tân An.
- Sáp nhập cù lao Cở Túc (tức ấp Vĩnh Thạnh) của xã Vĩnh Trường vào xã Vĩnh Hậu.
- Sáp nhập ấp Long Hưng của xã Long Phú vào thị trấn Tân Châu
- Thành lập xã Phú Lộc ở vùng kinh tế mới Kinh Năm.

Ngày 12 tháng 1 năm 1984, Hội đồng Bộ trưởng ban hành Quyết định 8-HĐBT. Theo đó:
- Thành lập xã Lê Chánh trên cơ sở tách ấp Vĩnh Thạnh của xã Châu Phong ấp Phú Hữu của xã Phú Vĩnh.
- Thành lập xã Quốc Thái trên cơ sở tách ấp 4 của xã Nhơn Hội, ấp 1 của xã Phước Hưng và các cồn Bắc, cồn Nam, cồn Liệt sĩ của xã Phú Hữu.
- Thành lập thị trấn An Phú trên cơ sở tách ấp Phước Thạnh của xã Đa Phước và một phần ấp 4 của xã Phước Hưng.
- Sáp nhập một phần ấp 1 của xã Vĩnh Lộc vào xã Phú Hữu.

Đầu năm 1991, huyện Phú Châu bao gồm 2 thị trấn: An Phú, Tân Châu và 21 xã: Châu Phong, Đa Phước, Khánh An, Khánh Bình, Lê Chánh, Long An, Long Phú, Nhơn Hội, Phú Hội, Phú Hữu, Phú Lộc, Phú Vĩnh, Phước Hưng, Quốc Thái, Tân An, Vĩnh Hậu, Vĩnh Hòa, Vĩnh Hội Đông, Vĩnh Lộc, Vĩnh Trường, Vĩnh Xương.
Ngày 13 tháng 11 năm 1991, Hội đồng Bộ trưởng ban hành Quyết định 373-HĐBT. Theo đó, chia huyện Phú Châu thành hai huyện An Phú và Tân Châu.
- Huyện An Phú bao gồm thị trấn An Phú và 12 xã: Đa Phước, Khánh An, Khánh Bình, Nhơn Hội, Phú Hội, Phú Hữu, Phước Hưng, Quốc Thái, Vĩnh Hậu, Vĩnh Hội Đông, Vĩnh Lộc, Vĩnh Trường.
- Huyện Tân Châu bao gồm thị trấn Tân Châu và 9 xã: Châu Phong, Lê Chánh, Long An, Long Phú, Phú Lộc, Phú Vĩnh, Tân An, Vĩnh Hòa, Vĩnh Xương.